# Młodzieżowe Mistrzostwa Polski Par Klubowych na Żużlu 2008
Młodzieżowe Mistrzostwa Polski Par Klubowych na Żużlu 2008 – zawody żużlowe, mające na celu wyłonienie medalistów młodzieżowych mistrzostw Polski par klubowych w sezonie 2008. Rozegrano trzy turnieje eliminacyjne oraz finał, w którym zwyciężyli żużlowcy RKM Rybnik.

## Finał
- Gorzów Wielkopolski, 17 sierpnia 2008
- Sędzia: Artur Kuśmierz

| Miejsce | Kluby                         | Suma  | Zawodnicy                                           | Punkty                                           |
| ------- | ----------------------------- | ----- | --------------------------------------------------- | ------------------------------------------------ |
| złoto   | RKM Rybnik                    | 21    | Rafał Fleger Michał Mitko Patryk Pawlaszczyk        | ns 12 (2,1,2,1,3,3) 9 (1,2,d,2,2,2)              |
| srebro  | KM Intar Lazur Ostrów Wlkp.   | 19 +3 | Adrian Gomólski Marcin Liberski Emil Idziorek       | 16 +3 (2,3,3,3,3,2) 3 (1,0,1,0,1,0) ns           |
| brąz    | Marma Polskie Folie Rzeszów   | 19 +2 | Dawid Lampart Mateusz Szostek Martin Vaculík        | 10 +2 (1,0,3,3,0,3) ns 9 (2,3,1,1,1,1)           |
| 4       | Caelum Stal Gorzów Wlkp.      | 18    | Adrian Szewczykowski Łukasz Cyran Mateusz Mikorski  | 15 (3,3,2,2,2,3) 3 (u,0,1,0,1,1) ns              |
| 5       | Unia Leszno                   | 18    | Robert Kasprzak Przemysław Pawlicki Adam Kajoch     | 5 (1,2,1,1,0,–) 13 (3,1,3,2,3,1) 0 (–,–,–,–,–,0) |
| 6       | ZKŻ Kronopol Zielona Góra     | 17    | Grzegorz Zengota Patryk Dudek Janusz Baniak         | 15 (3,2,2,3,3,2) 1 (0,1,0,w,–,–) 1 (–,–,–,–,1,0) |
| 7       | Złomrex Włókniarz Częstochowa | 14    | Mateusz Szczepaniak Borys Miturski Marcin Piekarski | 14 (2,3,2,3,2,2) 0 (-,–,0,–,–,–) 0 (0,0,–,0,0,w) |

Bieg po biegu:
1. Pawlicki, Szczepaniak, Kasprzak, Piekarski
2. Zengota, Vaculík, Lampart, Dudek
3. Szewczykowski, Gomólski, Liberski, Cyran (u4)
4. Szczepaniak, Mitko, Pawlaszczyk, Piekarski
5. Vaculík, Kasprzak, Pawlicki, Lampart
6. Gomólski, Zengota, Dudek, Liberski
7. Szewczykowski, Pawlaszczyk, Mitko, Cyran
8. Lampart, Szczepaniak, Vaculík, Miturski
9. Pawlicki, Zengota, Kasprzak, Dudek
10. Gomólski, Mitko, Liberski, Pawlaszczyk (d)
11. Szczepaniak, Szewczykowski, Cyran, Piekarski
12. Gomólski, Pawlicki, Kasprzak, Liberski
13. Lampart, Szewczykowski, Vaculík, Cyran
14. Zengota, Pawlaszczyk, Mitko, Dudek (w/2min)
15. Gomólski, Szczepaniak, Liberski, Piekarski
16. Pawlicki, Szewczykowski, Cyran, Kasprzak
17. Mitko, Pawlaszczyk, Vaculík, Lampart
18. Zengota, Szczepaniak, Baniak, Piekarski (w)
19. Mitko, Pawlaszczyk, Pawlicki, Kajoch
20. Lampart, Gomólski, Vaculík, Liberski
21. Szewczykowski, Zengota, Cyran, Baniak
22. Bieg o srebrny medal: Gomólski, Lampart